# Novo Virje
Novo Virje je općina u Hrvatskoj. Nalazi se u Koprivničko-križevačkoj županiji.

## Zemljopis
Mjesto se proteže podravskom ravnicom uz rijeku Dravu, područjem znanim kao Virovske širine, a dio nenaseljena teritorija nalazi se i u Prekodravlju. Zemljopisno je spojeno s mjestom Molve Grede, s kojim čini prirodnu cjelinu. Cijeli kraj obiluje bogatom i raznolikom florom i faunom.

## Stanovništvo
Prema popisu stanovništva iz 2001. godine u Općini Novo Virje živjelo je 1412 stanovnika, mahom Hrvata. 
| broj stanovnika |       |       |       | 2228  | 2854  | 3121  | 3074  | 2944  | 2773  | 2719  | 2531  | 2182  | 1877  | 1601  | 1412  | 1216  | 1026  |
|                 | 1857. | 1869. | 1880. | 1890. | 1900. | 1910. | 1921. | 1931. | 1948. | 1953. | 1961. | 1971. | 1981. | 1991. | 2001. | 2011. | 2021. |

| broj stanovnika |       |       |       | 2228  | 2854  | 3121  | 3074  | 2944  | 2773  | 2719  | 2531  | 2182  | 1877  | 1601  | 1412  | 1216  | 1026  |
|                 | 1857. | 1869. | 1880. | 1890. | 1900. | 1910. | 1921. | 1931. | 1948. | 1953. | 1961. | 1971. | 1981. | 1991. | 2001. | 2011. | 2021. |

## Uprava
Načelnik Općine je Mirko Remetović.

## Povijest
Mjesto je nastalo na kraju 20. stoljeća spajanjem triju sela: Medvedička, Crnec i Drenovica (u koju je bio uključen i nekadašnji zaselak Širine). U prošlosti se je nazivalo Virovski Konaki, jer je nastalo naseljavanjem stanovništva krajem 19. stoljeća iz Virja (kajk., lokalno: Viri) na područje tzv. konaka, nastamba prvotno korištenih za privremen boravak na poljoprivrednom dobru prigodom sezonskih radova. Bilo je samostalna općina u NDH-u.

## Gospodarstvo
Stanovništvo se mahom bavi poljoprivredom.

## Poznate osobe
- Miroslav Dolenec Dravski (1937. – 1995.), pjesnik
- Marijan Jakubin, umirovljeni sveučilišni profesor (red. prof. art.), slikar
- dr. sc. Petar Hrženjak, sveučilišni nastavnik i znanstvenik

## Spomenici i znamenitosti
Župna crkva posvećena je sv. Josipu (1972.), filijalna kapela u Medvedički Presvetomu Srcu Isusovu (1914.), a grobljanska kapela Uzašašću Gospodinovu (1993.).

## Kultura
U mjestu i općini djeluje KUD "Širine".

## Šport
- NK Graničar Novo Virje, 3. ŽNL Koprivničko-križevačka (2008./09.)
- ŽNK Tratinčice

## Vanjske poveznice
- Službena stranica Općine